# أندرياس باور (لاعب كرة قدم)
أندرياس باور (بالألمانية: Andreas Bauer)‏ (15 سبتمبر 1985 بالنمسا - ) هو لاعب كرة قدم نمساوي في مركز الدفاع. لعب مع رابيد فيينا وFC Lustenau 07 ‏ ونادي فلوريدسدورفر ‏.

## وصلات خارجية
- أندرياس باور على موقع قاعدة بيانات كرة القدم.إي يو (الإنجليزية)
- أندرياس باور على موقع عالم كرة القدم.نت (الإنجليزية)